# Fallschirmjäger-Division Erdmann
Fallschirmjäger-Division Erdmann foi uma unidade de paraquedistas da Luftwaffe que prestou serviço durante a Segunda Guerra Mundial.

## Comandantes
- Wolfgang Erdmann, 20 de Agosto de 1944 - 9 de Outubro de 1944[2]